# إنريكو بيبي
إنريكو بيبي (بالإنجليزية: Enrico Pepe؛ بالإيطالية: Enrico Pepe) هو لاعب كرة قدم إيطالي ومالطي، ولد في 12 نوفمبر 1989 في فيكو إكوينسي في إيطاليا.

## وصلات خارجية
- إنريكو بيبي على موقع الاتحاد الدولي (مؤرشف)  (الإنجليزية)
- إنريكو بيبي على موقع الاتحاد الأوربي (الإنجليزية)
- إنريكو بيبي على موقع قاعدة بيانات كرة القدم.إي يو (الإنجليزية)
- إنريكو بيبي على موقع ناشيونال فوتبول تيمز (الإنجليزية)
- إنريكو بيبي على موقع Soccerbase.com (لاعب) (الإنجليزية)
- إنريكو بيبي على موقع Soccerway.com (الإنجليزية)
- إنريكو بيبي على موقع عالم كرة القدم.نت (الإنجليزية)